# Ctesias tschuiliensis
Ctesias tschuiliensis is een keversoort uit de familie spektorren (Dermestidae). De wetenschappelijke naam van de soort werd in 1972 gepubliceerd door Sokolov.